# Estampida del templo Vaishno Devi

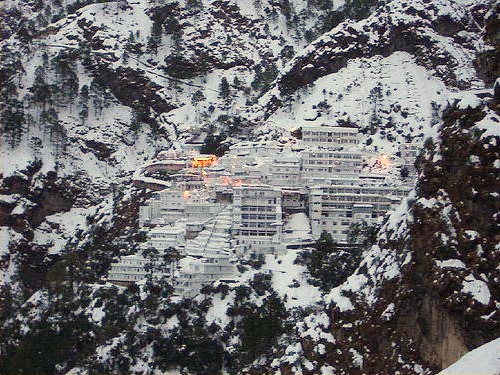
Templo Vaishno Devi el 2 de enero de 1995

La estampida del templo Vaishno Devi sucedió el 1 de enero de 2022, en la cual 12 personas murieron y otras 16 resultaron heridas durante una estampida humana cerca de la Puerta No. 3 en el templo Vaishno Devi en Katra, Jammu y Cachemira, al norte de la India.

## Estampida
Cientos de personas estaban abarrotadas dentro de un pasillo del templo Vaishno Devi para ofrecer oraciones poco después de la medianoche para comenzar el primer día del año nuevo 2022. Fuera del templo, los caminos que conducen a él estaban llenos de gente, con un testigo ocular que afirmaba que apenas había espacio para caminar. Alrededor de las 2:30 am muchos recuerdan haber escuchado una gran conmoción antes de la estampida.
Un testigo ocular afirmó haberse caído con unas dos docenas de personas después de ver a una gran multitud salir del templo y los que estaban detrás de ellos avanzaron, y sintió que iba a morir mientras la gente continúa moviéndose sobre los que habían muerto. Otro relató que se habían caído debido a que la gente los empujó cerca de un camino en el santuario, y otro testigo ocular afirmó que la multitud de repente se volvió agresiva y creó una estampida.

## Investigación
El gobierno ha iniciado una investigación sobre la estampida. Se creó un panel de investigación de tres miembros, encabezado por el Secretario Principal Shaleen Jabra, con la tarea de completar un informe dentro de una semana a partir de la estampida. Se emitió un anuncio al público, invitando a que cualquier información o documentación sobre la estampida se presentara a los investigadores por correo electrónico, teléfono o mensaje de Whatsapp o compareciendo ante el Comité de Investigación.

## Respuesta
El primer ministro Narendra Modi dio sus condolencias por los muertos.
El Teniente Gobernador de Jammu y Cachemira, Manoj Sinha, anunció el 2 de enero que todos los familiares de los fallecidos en la estampida recibirían una gratificación adicional de ₹5 lakh (US$6600) por una compensación total de ₹15 lakh (US$20 000).